# Campeonato Europeu de Atletismo Sub-23 de 2021
O Campeonato Europeu de Atletismo Sub-23 de 2021 foi a 13ª edição do campeonato, organizado pela Associação Europeia de Atletismo (AEA) para atletas que não completaram seu 23º aniversário em 2021. A competição ocorreu no Kadrioru staadion, em Tallinn, na Estónia, entre 8 e 11 de julho de 2021. Foram disputadas 44 provas no campeonato, no qual participaram 1.162 atletas de 48 nacionalidades. Foi planejado para ser realizado em Bergen, Noruega, de 8 a 11 de julho, mas este local foi cancelado por motivos de pandemia de Covid. Teve como destaque a Itália com 13 medalhas, sendo seis de ouro.

## Medalhistas
Esses foram os resultados do campeonato.

### Masculino
| Evento                      | Ouro                                                                         | Ouro           | Prata                                                                                               | Prata        | Bronze                                                                                    | Bronze         |
| --------------------------- | ---------------------------------------------------------------------------- | -------------- | --------------------------------------------------------------------------------------------------- | ------------ | ----------------------------------------------------------------------------------------- | -------------- |
| 100 metros                  | Jeremiah Azu · Reino Unido                                                   | 10.25          | Henrik Larsson · Suécia                                                                             | 10.36        | Arnau Monné · Espanha                                                                     | 10.41          |
| 200 metros                  | William Reais · Suíça                                                        | 20.47 EU23L    | Jesús Gómez · Espanha                                                                               | 20.60        | Pol Retamal · Espanha                                                                     | 20.76          |
| 400 metros                  | Ricky Petrucciani · Suíça                                                    | 45.02          | Jonathan Sacoor · Bélgica                                                                           | 45.17        | Edoardo Scotti · Itália                                                                   | 45.68          |
| 800 metros                  | Simone Barontini · Itália                                                    | 1:46.20        | Eliott Crestan · Bélgica                                                                            | 1:46.32      | Thomas Randolph · Reino Unido                                                             | 1:46.41        |
| 1 500 metros                | Ruben Verheyden · Bélgica                                                    | 3:40.03        | Mario García · Espanha                                                                              | 3:40.11      | Isaac Nader · Portugal                                                                    | 3:40.58        |
| 5 000 metros                | Mohamed Mohumed · Alemanha                                                   | 13:38.69       | Aarón Las Heras · Espanha                                                                           | 13:43.14     | Baldvin Magnússon · Islândia                                                              | 13:45.00       |
| 10 000 metros               | Eduardo Menacho · Espanha                                                    | 29:14.92       | Florian Le Pallec França                                                                            | 29:23.82     | Valentin Gondouin França                                                                  | 29:24.40       |
| 20 km marcha atlética       | José Manuel Pérez · Espanha                                                  | 1:25:06        | David Kenny · Irlanda                                                                               | 1:25:50      | Andrea Cosi · Itália                                                                      | 1:26:05        |
| 110 metros barreiras        | Asier Martínez · Espanha                                                     | 13.34          | Michael Obasuyi · Bélgica                                                                           | 13.40        | Enrique Llopis · Espanha                                                                  | 13.44          |
| 400 metros barreiras        | Alessandro Sibilio · Itália                                                  | 48.42 EU23L    | Emil Agyekum · Alemanha                                                                             | 48.96        | Ramsey Angela · Países Baixos                                                             | 49.07          |
| 3.000 metros com obstáculos | István Palkovits · Hungria                                                   | 8:34.05        | Etson Barros · Portugal                                                                             | 8:38.00      | Nahuel Carabaña · Andorra                                                                 | 8:39.17        |
| 4×100 metros estafetas      | Yannick Wolf · Luis Brandner · Milo Skupin-Alfa · Joshua Hartmann · Alemanha | 38.70 EU23L    | Arnau Monné · Pol Retamal · Jesús Gómez · Sergio López · Espanha                                    | 39.00        | Erik Kostrytsya · Andriy Vasyliev · Kyrylo Prykhodko · Vasyl Makukh · Ucrânia             | 39.45          |
| 4×400 metros estafetas      | El-Mir Reale Téo Andant David Sombé Ludovic Oucéni Eddy Leech* França        | 3:05.01 EU23L  | Alessandro Moscardi · Edoardo Scotti · Riccardo Meli · Alessandro Sibilio · Leonardo Puca* · Itália | 3:06.07      | Johannes Nortmeyer · Kevin Joite · Ben Zapka · Emil Agyekum · Arne Leppelsack* · Alemanha | 3:06.42        |
| Salto em altura             | Jan Štefela · Chéquia                                                        | 2.20           | Nathan Ismar · FrançaManuel Lando · Itália                                                          | 2.172.17     | Não concedido                                                                             | Não concedido  |
| Salto com vara              | Ethan Cormont França                                                         | 5.80 =         | Emmanouil Karalis · Grécia                                                                          | 5.65         | Sondre Guttormsen · NoruegaErsu Şaşma · Turquia                                           | 5.60           |
| Salto em comprimento        | Simon Ehammer · Suíça                                                        | 8.10           | Henrik Flåtnes · Noruega                                                                            | 7.95 = NU23R | Boris Linkov · Bulgária                                                                   | 7.84           |
| Salto triplo                | Andrea Dallavalle · Itália                                                   | 17.05          | Enzo Hodebar França                                                                                 | 16.99        | Anaël-Thomas Gogois França                                                                | 16.65          |
| Arremesso de peso           | Dzmitry Karpuk · Bielorrússia                                                | 20.33          | Alperen Karahan · Turquia                                                                           | 19.75        | Odysseas Mouzenidis · Grécia                                                              | 19.41          |
| Lançamento de disco         | Kristjan Čeh · Eslovênia                                                     | 67.48          | Yauheni Bahutski · Bielorrússia                                                                     | 61.21        | Yasiel Sotero · Espanha                                                                   | 58.07          |
| Lançamento do martelo       | Mykhaylo Kokhan · Ucrânia                                                    | 77.88          | Christos Frantzeskakis · Grécia                                                                     | 75.23        | Ragnar Carlsson · Suécia                                                                  | 73.85          |
| Lançamento do dardo         | Topias Laine · Finlândia                                                     | 81.67 EU23L    | Leandro Ramos · Portugal                                                                            | 80.61        | Teura'itera'i Tupaia França                                                               | 78.80          |
| Decatlo                     | Andreas Bechmann · Alemanha                                                  | 8142 pts EU23L | Sven Roosen · Países Baixos                                                                         | 8056 pts     | Markus Rooth · Noruega                                                                    | 7967 pts NU23R |

* Medalhistas que participaram apenas nas eliminatórias.

### Feminino
| Evento                      | Ouro                                                                           | Ouro           | Prata                                                                  | Prata         | Bronze                                                                            | Bronze      |
| --------------------------- | ------------------------------------------------------------------------------ | -------------- | ---------------------------------------------------------------------- | ------------- | --------------------------------------------------------------------------------- | ----------- |
| 100 metros                  | Lilly Kaden · Alemanha                                                         | 11.36          | Rani Rosius · Bélgica                                                  | 11.43         | Kristal Awuah · Reino Unido                                                       | 11.44       |
| 200 metros                  | Dalia Kaddari · Itália                                                         | 22.64 EU23L    | Sophia Junk · Alemanha                                                 | 22.87         | Gémima Joseph França                                                              | 22.97       |
| 400 metros                  | Lada Vondrová · Chéquia                                                        | 51.19          | Barbora Malíková · Chéquia                                             | 51.23 =       | Silke Lemmens · Suíça                                                             | 52.09 NU23R |
| 800 metros                  | Isabelle Boffey · Reino Unido                                                  | 2:01.80        | Eloisa Coiro · Itália                                                  | 2:02.07       | Wilma Nielsen · Suécia                                                            | 2:02.29     |
| 1 500 metros                | Gaia Sabbatini · Itália                                                        | 4:13.98        | Marta Zenoni · Itália                                                  | 4:14.50       | Erin Wallace · Reino Unido                                                        | 4:14.85     |
| 5 000 metros                | Nadia Battocletti · Itália                                                     | 15:37.4        | Klara Lukan · Eslovênia                                                | 15:44.0       | Diane van Es · Países Baixos                                                      | 15:48.4     |
| 10 000 metros               | Jasmijn Lau · Países Baixos                                                    | 32:30.49 EU23L | Anna Arnaudo · Itália                                                  | 32:40.43      | Lisa Oed · Alemanha                                                               | 33:35.99    |
| 20 km marcha atlética       | Meryem Bekmez · Turquia                                                        | 1:33:08        | Pauline Stey França                                                    | 1:34:47       | Antía Chamosa · Espanha                                                           | 1:35:04     |
| 100 metros barreiras        | Pia Skrzyszowska · Polónia                                                     | 12.77          | Cyréna Samba-Mayela França                                             | 12.80         | Klaudia Wojtunik · Polónia                                                        | 12.97       |
| 400 metros barreiras        | Emma Zapletalová · Eslováquia                                                  | 54.28 ,        | Sara Gallego · Espanha                                                 | 55.20         | Yasmin Giger · Suíça                                                              | 55.25 NU23R |
| 3.000 metros com obstáculos | Flavie Renouard França                                                         | 9:51.02        | Kinga Królik · Polónia                                                 | 9:52.59       | Aude Clavier França                                                               | 9:58.58     |
| 4×100 metros estafetas      | Lilly Kaden · Keshia Kwadwo · Sophia Junk · Talea Prepens · Alemanha           | 43.05          | Aitana Rodrigo · Jaël Bestué · Eva Santidrián · Carmen Marco · Espanha | 43.74         | Marie-Ange Rimlinger Sacha Alessandrini Wided Atatou Mallory Leconte França       | 44.15       |
| 4×400 metros estafetas      | Lada Vondrová · Nikoleta Jíchová · Barbora Veselá · Barbora Malíková · Chéquia | 3:30.11 EU23L  | Sokhna Lacoste Louise Maraval Camille Seri Shana Grebo França          | 3:30.33 NU23R | Natalia Wosztyl · Aleksandra Formella · Karolina Łozowska · Kinga Gacka · Polónia | 3:30.38     |
| Salto em altura             | Yaroslava Mahuchikh · Ucrânia                                                  | 2.00           | Maja Nilsson · Suécia                                                  | 1.89          | Lia Apostolovski · Eslovênia                                                      | 1.89 =      |
| Salto com vara              | Amálie Švábíková · Chéquia                                                     | 4.50           | Molly Caudery · Reino Unido                                            | 4.45 =        | Lisa Gunnarsson · Suécia                                                          | 4.40        |
| Salto em comprimento        | Petra Farkas · Hungria                                                         | 6.73 EU23L     | Merle Homeier · Alemanha                                               | 6.69          | Lucy Hadaway · Reino Unido                                                        | 6.63        |
| Salto triplo                | Tuğba Danışmaz · Turquia                                                       | 14.09          | Spyridoula Karydi · Grécia                                             | 13.95         | Rūta Kate Lasmane · Letónia                                                       | 13.75       |
| Arremesso de peso           | Jessica Schilder · Países Baixos                                               | 18.11          | Lea Riedel · Alemanha                                                  | 17.86         | Axelina Johansson · Suécia                                                        | 17.85       |
| Lançamento de disco         | Jorinde van Klinken · Países Baixos                                            | 63.02          | Helena Leveelahti · Finlândia                                          | 57.09         | Amanda Ngandu-Ntumba França                                                       | 56.24       |
| Lançamento do martelo       | Samantha Borutta · Alemanha                                                    | 68.80          | Katrine Koch Jacobsen · Dinamarca                                      | 66.81         | Kiira Väänänen · Finlândia                                                        | 65.98       |
| Lançamento do dardo         | Aliaksandra Konshyna · Bielorrússia                                            | 59.14          | Münevver Hancı · Turquia                                               | 57.37         | Jöna Aigouy França                                                                | 55.82       |
| Heptatlo                    | Adrianna Sułek · Polónia                                                       | 6305 pts       | Claudia Conte · Espanha                                                | 6186 pts      | Holly Mills · Reino Unido                                                         | 6095 pts    |

## Quadro de medalhas
| Ordem | País          | Medalha de ouro | Medalha de prata | Medalha de bronze | Total |
| ----- | ------------- | --------------- | ---------------- | ----------------- | ----- |
| 1     | Itália        | 6               | 5                | 2                 | 13    |
| 2     | Alemanha      | 6               | 4                | 2                 | 12    |
| 3     | Chéquia       | 4               | 1                | 0                 | 5     |
| 4     | Espanha       | 3               | 7                | 5                 | 15    |
| 5     | França        | 3               | 6                | 8                 | 17    |
| 6     | Países Baixos | 3               | 1                | 2                 | 6     |
| 7     | Suíça         | 2               | 0                | 2                 | 5     |
| 8     | Turquia       | 2               | 2                | 1                 | 5     |
| 9     | Reino Unido   | 2               | 1                | 5                 | 8     |
| 10    | Polónia       | 2               | 1                | 2                 | 5     |
| 11    | Bielorrússia  | 2               | 1                | 0                 | 3     |
| 12    | Ucrânia       | 2               | 0                | 1                 | 3     |
| 13    | Hungria       | 2               | 0                | 0                 | 2     |
| 14    | Bélgica       | 1               | 4                | 0                 | 5     |
| 15    | Finlândia     | 1               | 1                | 1                 | 3     |
| 15    | Eslovênia     | 1               | 1                | 1                 | 3     |
| 17    | Eslováquia    | 1               | 0                | 0                 | 1     |
| 18    | Grécia        | 0               | 3                | 1                 | 4     |
| 19    | Suécia        | 0               | 2                | 4                 | 6     |
| 20    | Portugal      | 0               | 2                | 1                 | 3     |
| 21    | Noruega       | 0               | 1                | 2                 | 3     |
| 22    | Dinamarca     | 0               | 1                | 0                 | 1     |
| 22    | Irlanda       | 0               | 1                | 0                 | 1     |
| 24    | Andorra       | 0               | 0                | 1                 | 0     |
| 24    | Bulgária      | 0               | 0                | 1                 | 0     |
| 24    | Islândia      | 0               | 0                | 1                 | 0     |
| 24    | Letónia       | 0               | 0                | 1                 | 0     |
|       | Totale        | 44              | 45               | 44                | 133   |

## Participantes por nacionalidade
Um total de 1.162 atletas de 48 países participaram do campeonato.
- Andorra (2)
- Armênia (2)
- Áustria (15)
- Atletas Neutros Autorizados  (1)
- Azerbaijão (1)
- Bielorrússia (33)
- Bélgica (26)
- Bósnia e Herzegovina (3)
- Bulgária (10)
- Croácia (7)
- Chipre (5)
- Chéquia (51)
- Dinamarca (21)
- Estónia (26)
- Finlândia (40)
- França (71)
- Geórgia (2)
- Alemanha (66)
- Reino Unido (56)
- Grécia (39)
- Hungria (30)
- Islândia (5)
- Irlanda (30)
- Israel (12)
- Itália (81)
- Kosovo (1)
- Letónia (12)
- Lituânia (19)
- Luxemburgo (2)
- Malta (2)
- Moldávia (2)
- Mónaco (1)
- Montenegro (1)
- Países Baixos (29)
- Macedônia do Norte (2)
- Noruega (32)
- Polónia (54)
- Portugal (30)
- Roménia (20)
- San Marino (2)
- Sérvia (12)
- Eslováquia (18)
- Eslovênia (22)
- Espanha (70)
- Suécia (45)
- Suíça  (44)
- Turquia (49)
- Ucrânia (58)

Legenda
| Recorde mundial       | Recorde mundial (World record)               |                       | Recorde africano                      | Recorde africano (African) |                                           | Q | Classificado por posição (Qualified) |
| Recorde do campeonato | Recorde do campeonato (Championship record)  | Recorde da América    | Recorde da América (Americas)         | q                          | Classificado por melhor tempo (Qualified) |   |                                      |
| Melhor marca do ano   | Melhor marca do ano (World leading)          | Recorde asiático      | Recorde asiático (Asian)              | DNS                        | Não largou (Did not start)                |   |                                      |
| Recorde nacional      | Recorde nacional (National record)           | Recorde europeu       | Recorde europeu (European)            | DNF                        | Não terminou (Did not finish)             |   |                                      |
| Recorde pessoal       | Recorde pessoal do atleta (Personal best)    | Recorde da Oceania    | Recorde da Oceania (Oceania)          | DSQ / DQ                   | Desclassificado (Disqualified)            |   |                                      |
| Recorde da temporada  | Recorde da temporada do atleta (Season best) | Recorde sul-americano | Recorde sul-americano (South America) | NM                         | Sem marca (No mark)                       |   |                                      |